# Geilo
Geilo este o localitate din comuna Hol, provincia Buskerud, Norvegia, cu o suprafață de 3,07 km² și o populație de 2.363 locuitori (2013).